# جيفري ستيفنز
جيفري ستيفنز (بالإنجليزية: Jeffery Stevens)‏ هو متسابق بياثل بريطاني، ولد في 1945.

## وصلات خارجية
- جيفري ستيفنز على موقع أوليمبيديا (الإنجليزية)